# Tabatinga (Amazonas)
Tabatinga es una ciudad brasileña al extremo oeste del estado de Amazonas a orillas del río Amazonas. Al occidente de esta se encuentra con la triple frontera Brasil-Colombia-Perú. Está conurbada con la vecina ciudad colombiana de Leticia. En el 2015 su población fue contabilizada en 61 028 habitantes.

## Toponimia
Tabatinga es una palabra indígena que en el idioma tupí significa barro blanco de mucha viscosidad, que es encontrada en el fondo de los ríos, y también significa casa pequeña.

## Historia
A mediados del siglo XVII, se registra su existencia, junto a la desembocadura del río Solimões, de una aldea, fundada por los jesuitas. Cercanos al lugar serían establecidos en 1766 un puesto militar y un puesto fiscal, teniendo en vista manejar la región fronteriza con Colombia (Virreinato de Nueva Granada) y Perú (Virreinato del Perú). A partir de ese momento, se formó la población de São Francisco Xavier de Tabatinga.
- El 28 de junio de 1866, el marcado de los límites entre Brasil y Perú es fijado por la población. Entonces, la región estaba integrada al municipio de São Paulo de Olivença.
- En 1898, con la separación del territorio se procede a constituir el municipio de Benjamim Constant, el área de Tabatinga se incluye en este último como uno de los subdistritos del distrito sede.
- El 4 de junio de 1968, por la Ley Federal n.º 5.449, todo el municipio de Benjamim Constant es enmarcado como Área de Segurança Nacional.
- El 10 de diciembre de 1981, por la Enmienda Constitucional n.º 12, el subdistrito de Tabatinga es separado de Benjamim Constant, pasando a constituirse como municipio autónomo.

## Demografía
De acuerdo con el censo del 2010.
- Población Rural: 15.908
- Población Urbana: 36.371
- Población Total: 52.279
- Total de Mujeres: 25.932
- Total de Hombres: 26.347

## Características
Es una ciudad fronteriza con Colombia y Perú, siendo la frontera con el primero de tipo terrestre. El límite entre las ciudades es un poste con dos banderas, lo que hace que los pobladores se desplacen libremente entre los dos centros urbanos. El acceso más frecuente hacia Colombia es por la avenida Amizade que inicia en el Aeropuerto Internacional de Tabatinga y termina en Leticia, Colombia. 
Se puede acceder a la ciudad vía fluvial o aérea; no existe comunicación terrestre con Manaos. El viaje por el Amazonas río abajo requiere tres días y el retorno río arriba cerca de siete días. 
Existen vuelos a diario operados por la Trip e Azul Líneas Aéreas, con dos vuelos el día domingo, partiendo de Manaos. 
Por su ubicación distante de Manaos, donde se halla el principal mercado de consumo, no hay grandes empresas interesadas en invertir en esta región, apenas existen algunas fábricas.
El costo de vida es elevado a causa de la distancia con la capital, todavía, la ciudad de Leticia sigue siendo su soporte económico puesto que comercia con ella libre de todo impuesto por parte de Colombia. Los pobladores de Tabatinga van a la ciudad a realizar compras diversas, entre otras electrodomésticos y perfumes.
La población de Tabatinga es mixta con pobladores brasileños, colombianos y peruanos e indígenas de diversas etnias. Dentro de los brasileños en Tabatinga, existe una población rotativa, correspondiente a los militares de las fuerzas armadas brasileñas, porque es una región fronteriza.
El área de educación es suplida por un Centro de Estudios Superiores de la Universidad del Estado del Amazonas (UEA). Hay varios deportes que se practican en la ciudad, como el motocross, BMX y parkour.

## Geografía
Tabatinga está localizada en medio del bosque tropical: la selva amazónica, a la margen izquierda del río Solimões, como frontera con Colombia y Perú. Posee un área de 3 266 km² con la densidad demográfica de 16.21 hab/km² y la población estimada en 61 028 residentes.
Toda la región está cubierta por bosques (altos, bajos y poco densos) e, hidrográficamente, pertenece a la cuenca del Amazonas, siendo alimentada por los ríos Solimões, Içá, Japurá y varios de sus afluentes, tales como: Hapapóris, Traíra, Puretê, Puruê y Cunha.
Aunque el portugués es la lengua oficial de Brasil, el español amazónico es una lengua que también se habla en Tabatinga, debido a su condición fronteriza que tiene con Leticia, Colombia y la República del Perú.

### Ciudades hermanas
- Leticia, Colombia
- Iquitos, Perú
- Caballococha, Perú
- Manaos, Brasil
- Santa Rosa de Yavarí, Perú

## Galería de imágenes

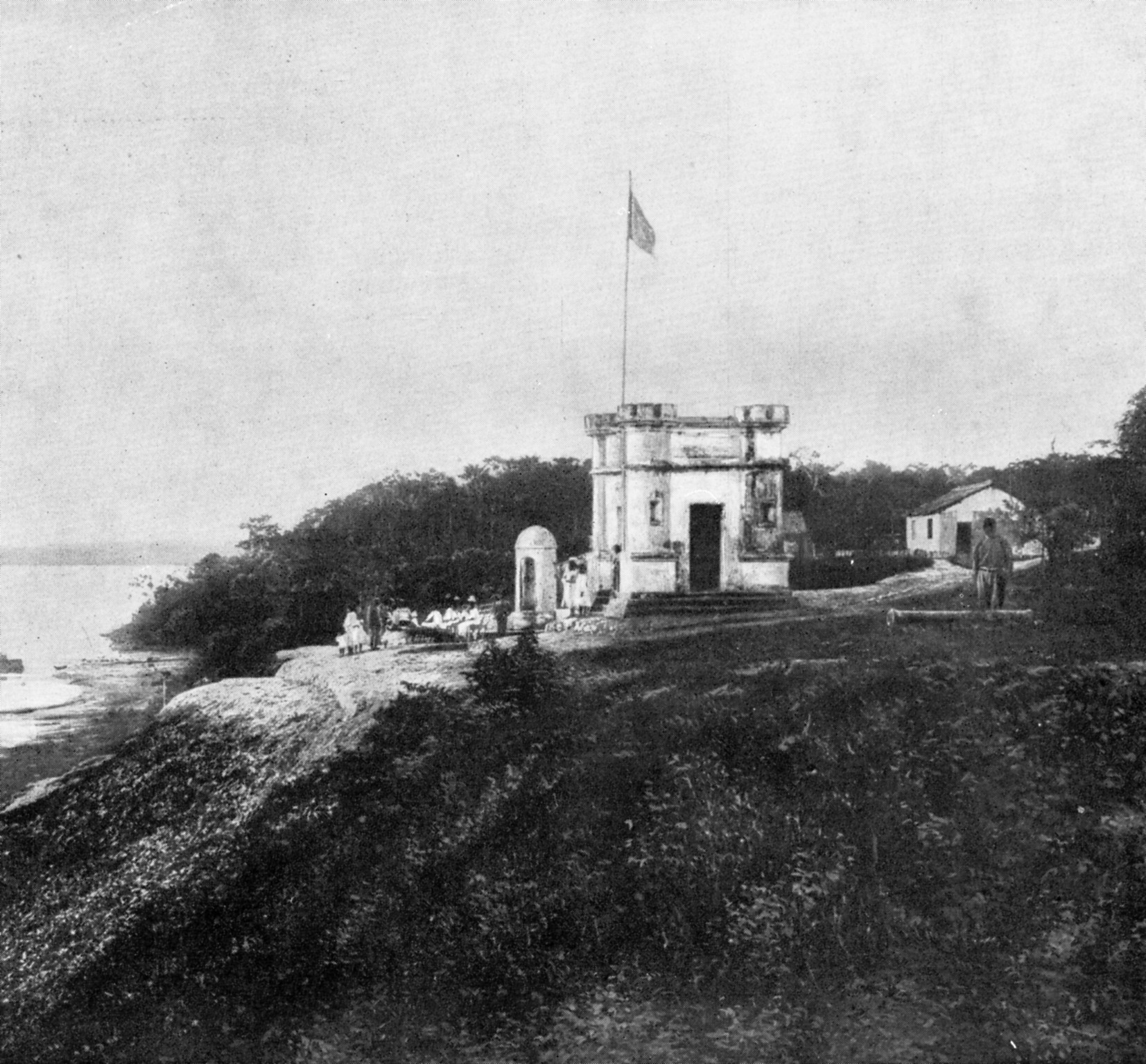
Punto fronterizo, Tabatinga con Perú en 1924.
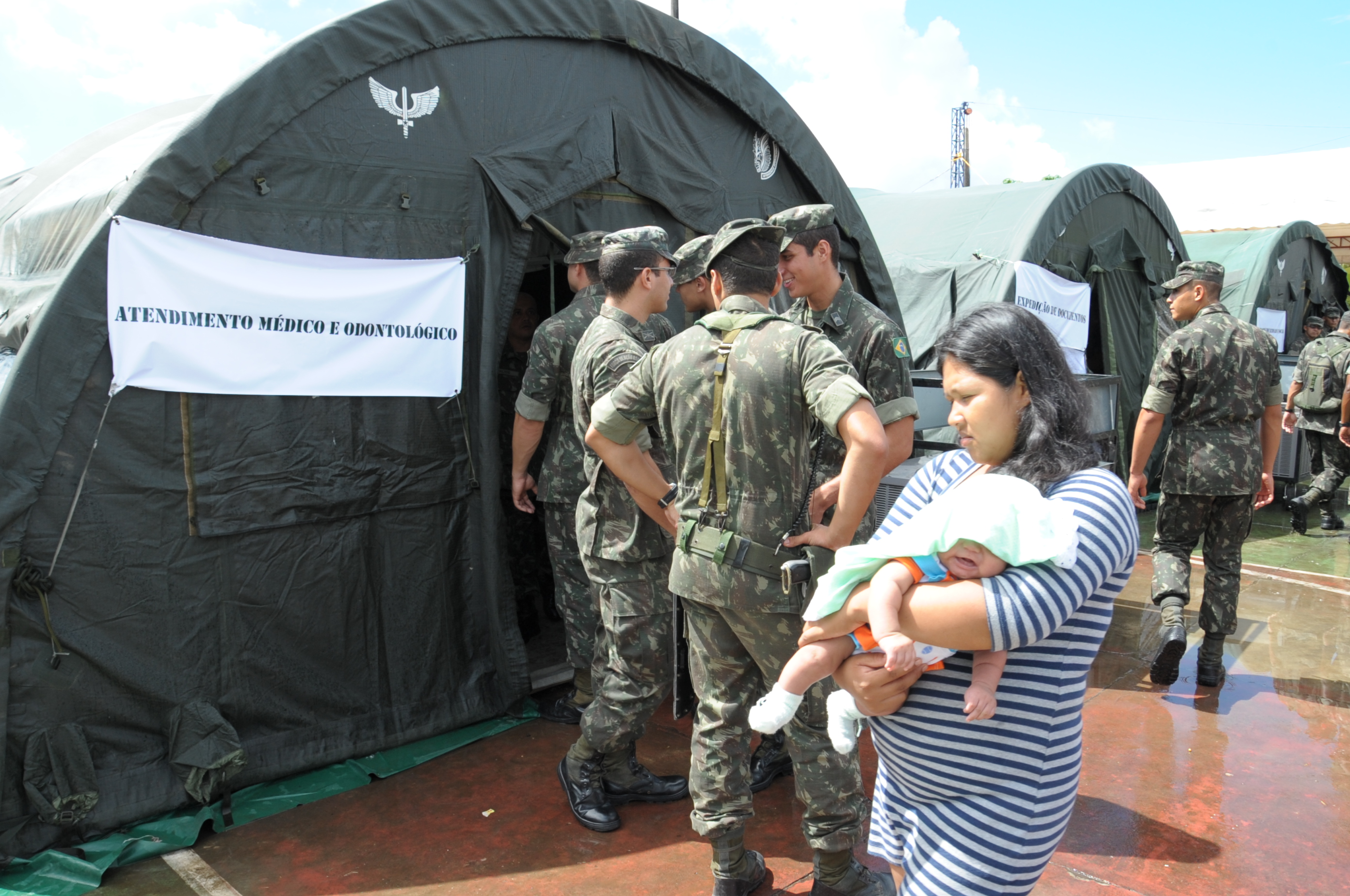
Base del Ejército de Brasil en Tabatinga.
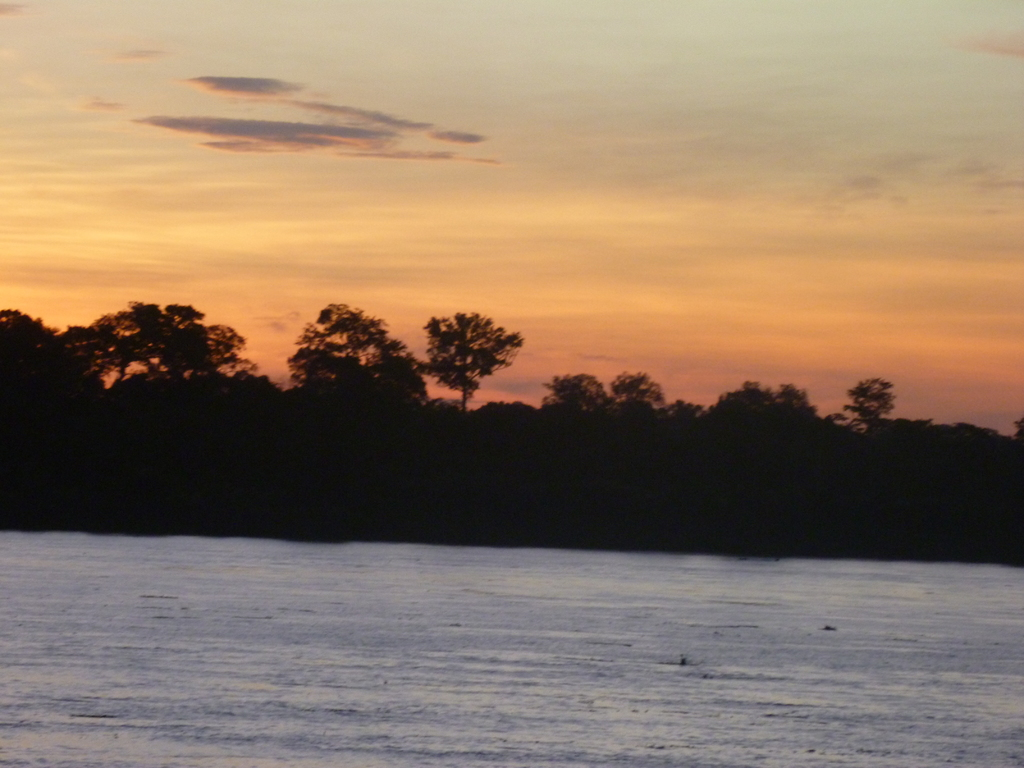
Atardecer en el Río Amazonas en Tabatinga
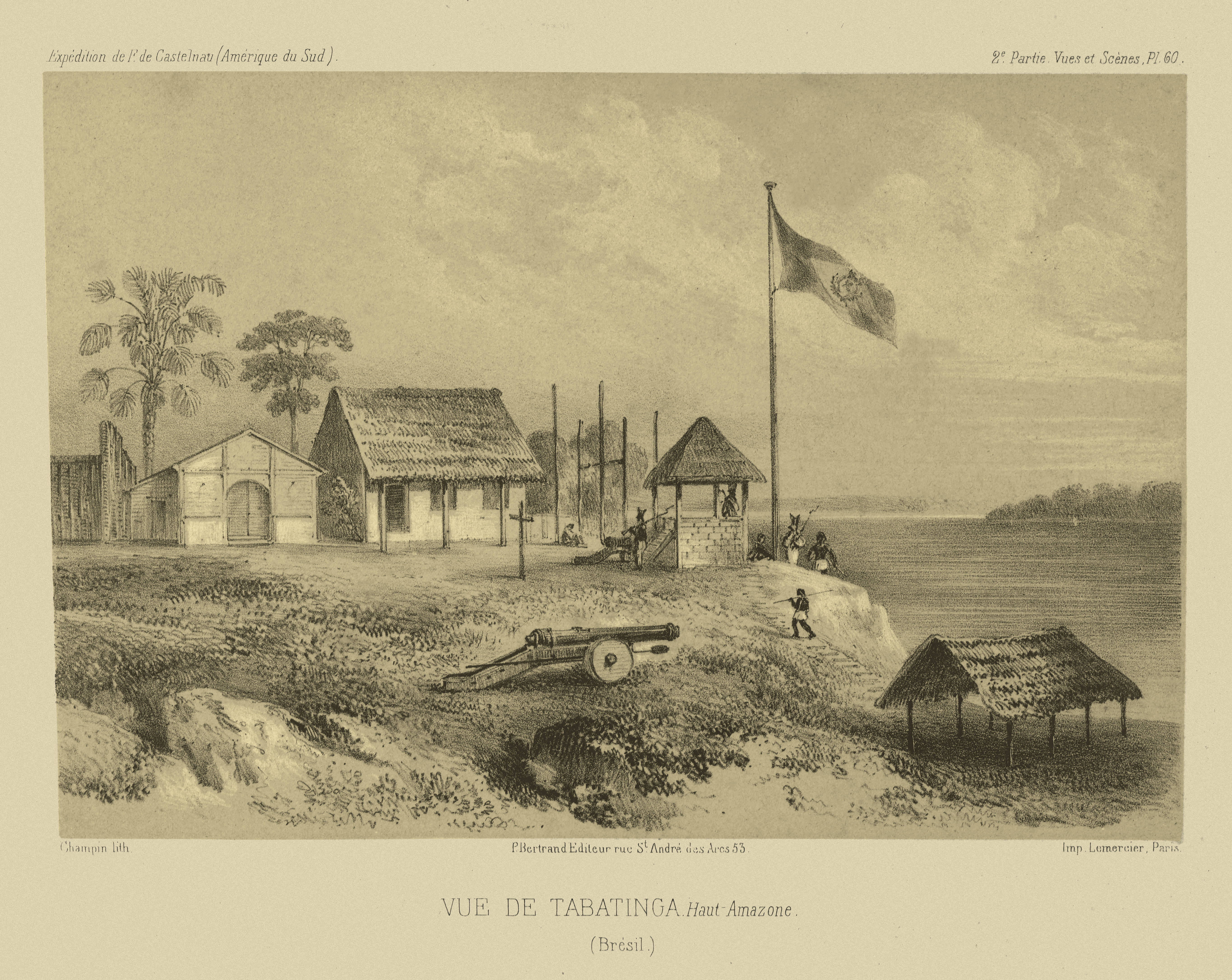
Tabatinga, mitad del siglo XIX.
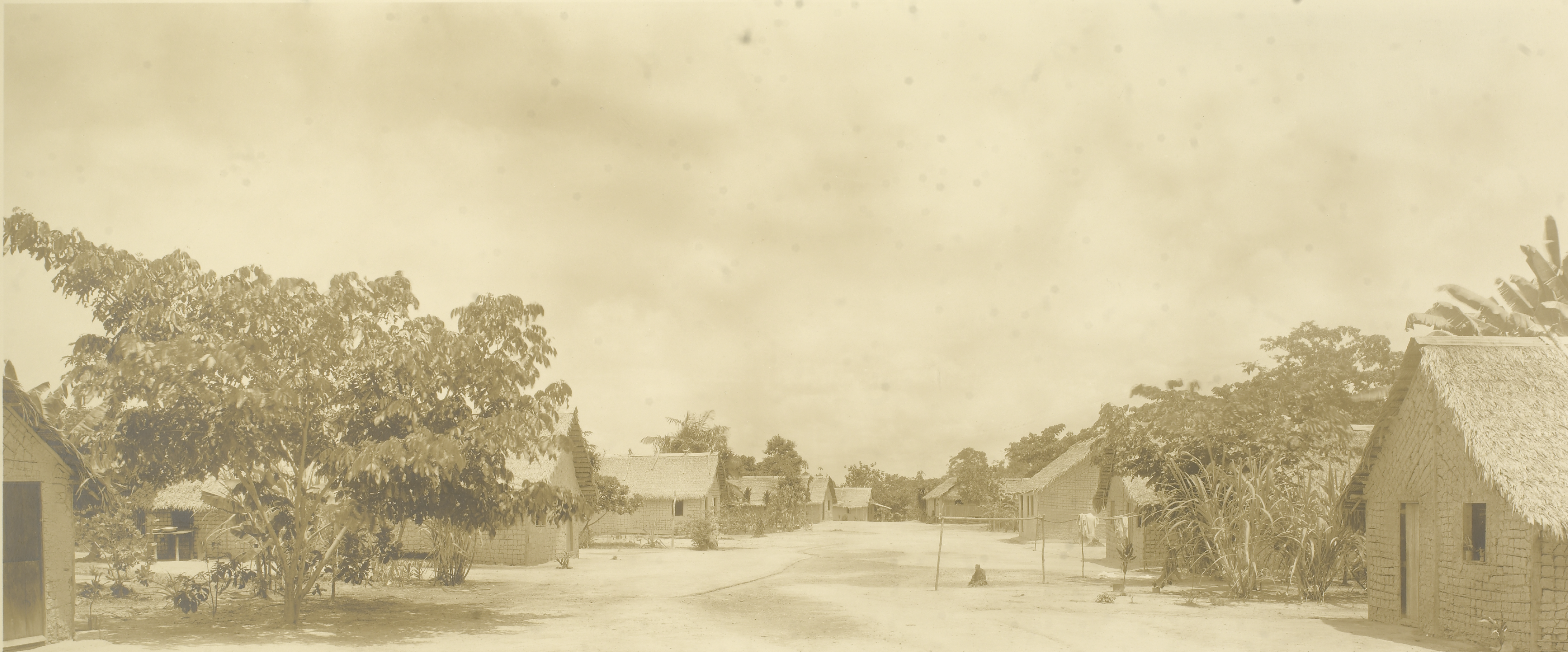
Tabatinga, 1929-1930.